# Пектораль (золота монета)
«Пектора́ль» — золота пам'ятна монета Національного банку України номіналом 100 гривень, присвячена неперевершеному шедевру елліно-скіфського мистецтва — золотій пекторалі (IV ст. до н. е.) із кургану «Товста Могила» на Дніпропетровщині (1971 р.). Місяцеподібна триярусна прикраса скіфського царя за словами археолога Б. М. Мозолевського, який її знайшов, це твір «…величного симфонічного звучання і глибинного філософського змісту. Мов у краплині роси, у ній відбився не лише весь блиск, все сяйво скіфського золота, але й висока душа цілого народу».
Монету введено в обіг 28 липня 2003 року. Вона належить до серії «Духовні скарби України».

## Опис монети та характеристики
| Номінал грн. | Метал            | Маса, г      | Діаметр, мм | Якість виготовлення | Гурт                 | Тираж, штук |
| ------------ | ---------------- | ------------ | ----------- | ------------------- | -------------------- | ----------- |
| 100          | золото 900 проби | 31,1 / 34,56 | 32,0        | пруф                | секторальне рифлення | 1 500       |

### Аверс
На аверсі монети зображено витий джгут з фрагментом рослинного орнаменту, що відокремлює яруси пекторалі, усередині якого — малий Державний Герб України та рік карбування монети 2003, розміщено кругові написи: «УКРАЇНА», «100 ГРИВЕНЬ», а також позначення металу, його проби — Au 900, маса металу в чистоті — 31,1 та логотип Монетного двору Національного банку України.

### Реверс
На реверсі монети на тлі скіфського кургану зображено пектораль зі збільшеними фрагментами верхнього ярусу: угорі — кобила з лошам на вершині кургану, унизу — двоє чоловіків вручну розтягують шкуру тварини.

## Автори

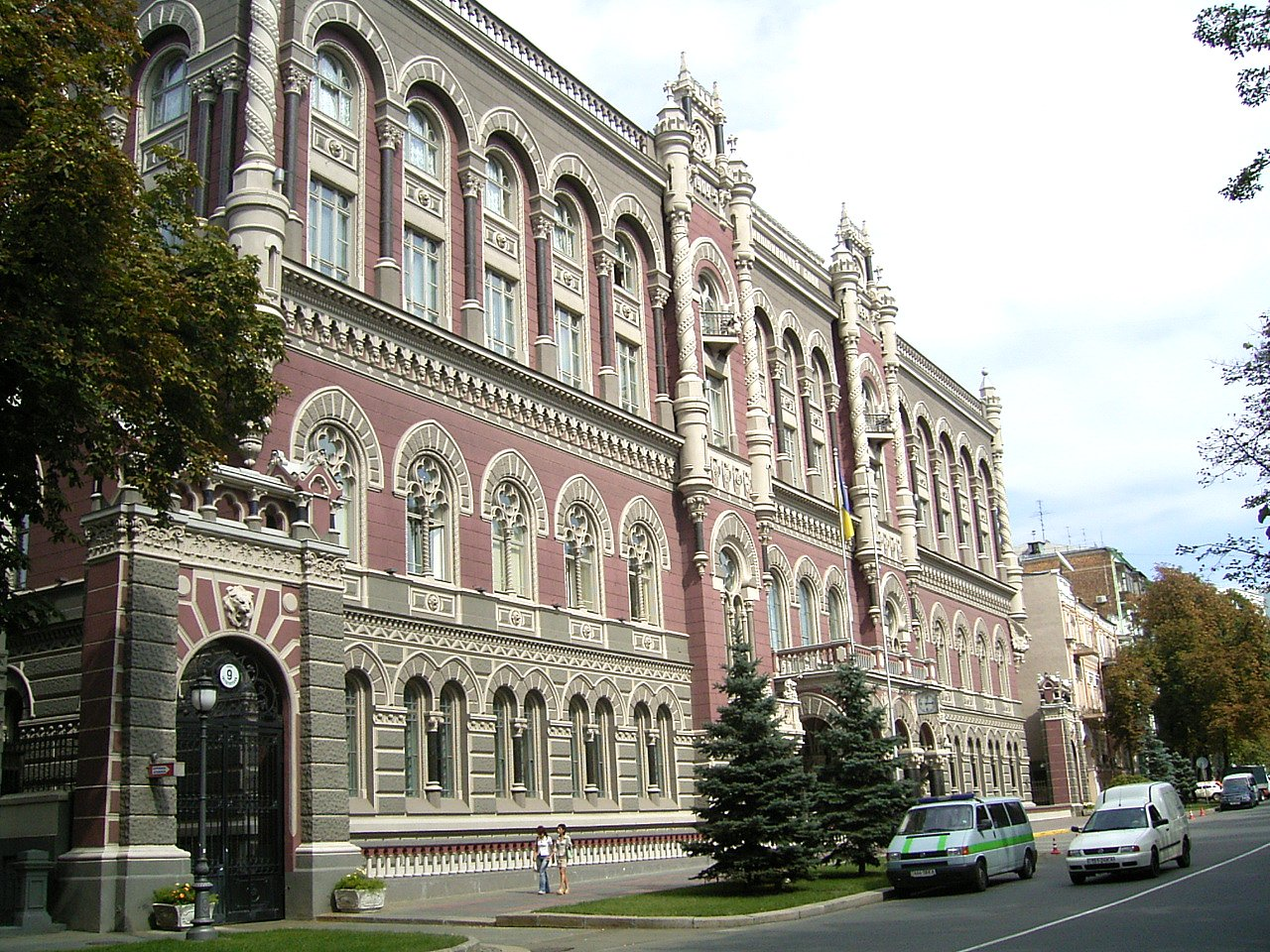
Будівля Національного банку України

- Художник — Іваненко Святослав.
- Скульптор — Іваненко Святослав.

## Вартість монети
Ціна монети — 15 252 гривні, була вказана на сайті Національного банку України у 2011 році.
Фактична приблизна вартість монети, з роками змінювалася так:
| Рік        | 2010   | 2011   | 2012   | 2013   | 2014    | 2015    | 2016   | 2017   | 2018   | 2019   |
| ---------- | ------ | ------ | ------ | ------ | ------- | ------- | ------ | ------ | ------ | ------ |
| Ціна, грн. | 32 000 | 32 000 | 36 000 | 31 000 | 30 000  | 69 000  | 60 000 | 65 000 | 63 500 | 59 000 |
| Рік        | 2020   | 2021   | 2022   | 2023   | 2024    | 2025    |        |        |        |        |
| Ціна, грн. | 69 000 | 72 000 | 85 000 | 98 000 | 156 000 | 260 000 |        |        |        |        |